# Långtjärnarna (Dorotea socken, Lappland)
Långtjärnarna är en sjö i Dorotea kommun i Lappland och ingår i Ångermanälvens huvudavrinningsområde. Sjön har en area på 0,0414 kvadratkilometer och ligger 707,9 meter över havet. Långtjärnarna ligger i Gitsfjället Natura 2000-område.

## Delavrinningsområde
Långtjärnarna ingår i det delavrinningsområde (719496-147309) som SMHI kallar för Mynnar i Vallenjukke. Medelhöjden är 722 meter över havet och ytan är 3,22 kvadratkilometer. Det finns inga avrinningsområden uppströms utan avrinningsområdet är högsta punkten. Vattendraget som avvattnar avrinningsområdet har biflödesordning 5, vilket innebär att vattnet flödar genom totalt 5 vattendrag innan det når havet efter 307 kilometer. Avrinningsområdet består mestadels av skog (55 procent), sankmarker (23 procent) och kalfjäll (14 procent). Avrinningsområdet har 0,28 kvadratkilometer vattenytor vilket ger det en sjöprocent på 8,5 procent.